# Tribal Fusion

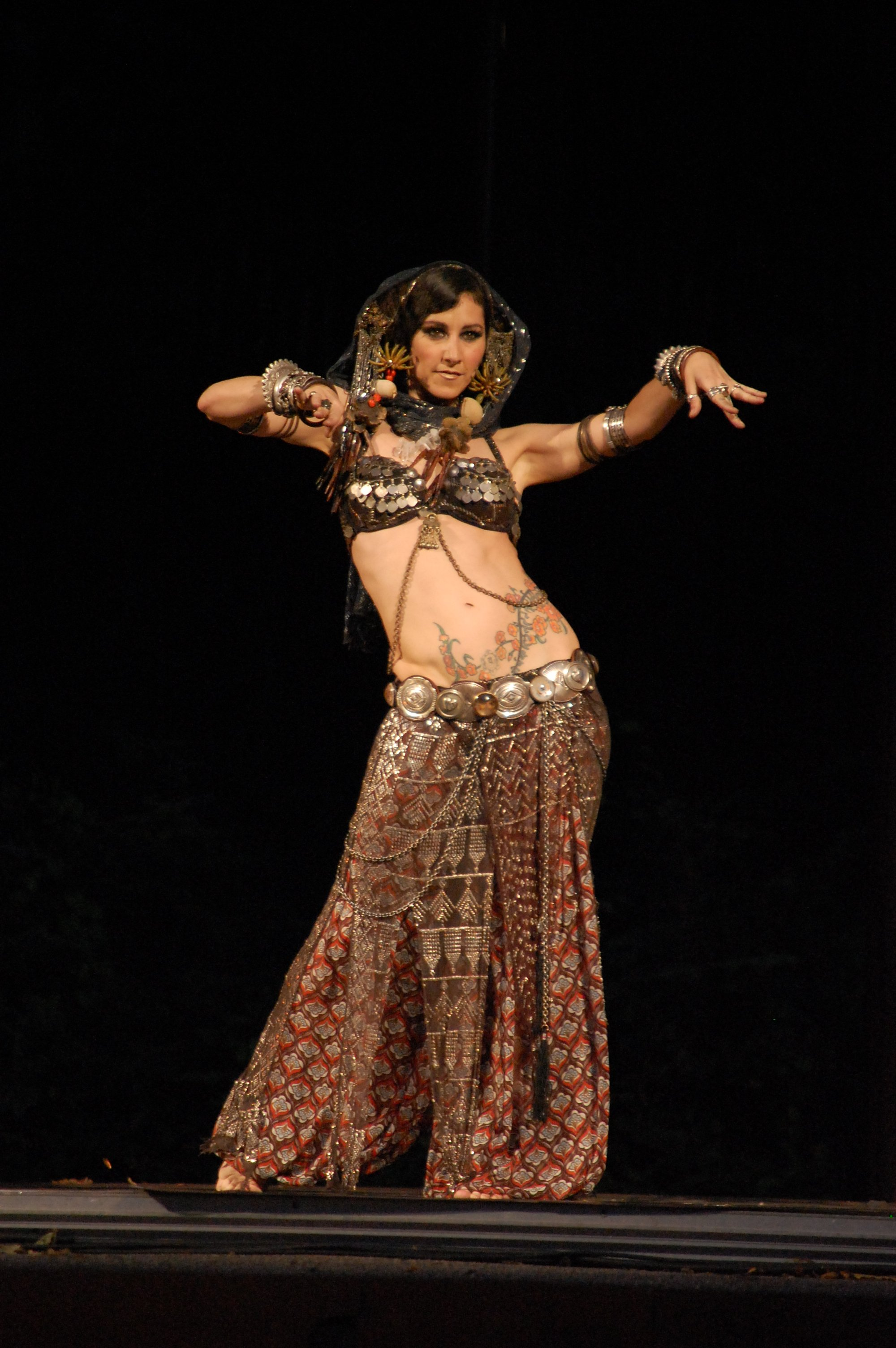
Rachel Brice

Tribal Fusion – odmiana tribalu, która powstała na gruncie American Tribal Style w latach 90. XX wieku. Łączy w sobie elementy ATS, klasycznego raqs sharqi, tańców indyjskich, tańca współczesnego, flamenco, modern jazzu oraz wielu innych technik tanecznych. W przeciwieństwie do ATS, Tribal Fusion nie wyklucza choreografii. Charakteryzuje go również większa dowolność w doborze muzyki i stroju.
Popularne tancerki to między innymi: Rachel Brice, Samanta Emanuel, Mira Betz, Mardi Love, Zoe Jakes, Morgana, Ariellah, Sharon Kihara, Jill Parker, Heather Stants, Moria.